# نانسي فارمر
نانسي فارمر (بالإنجليزية: Nancy Farmer)‏‏ (9 يوليو 1941 في فينيكس، أريزونا - ) كاتِبة، وروائية، وكاتبة خيال علمي، وكاتبة للأطفال من الولايات المتحدة.

## روابط خارجية
- نانسي فارمر على موقع ميوزك برينز (الإنجليزية)